# Marquesado de Anglesola
El Marquesado de Anglesola es un título nobiliario español creado el 24 de abril de 1645 por el rey Felipe IV a favor de Ramón Dalmau de Rocabertí y de Safortesa, señor de Anglesola, II conde de Peralada, XXVIII vizconde de Rocabertí.
Ramón Dalmau de Rocabertí y de Safortesa, era hijo de Francisco Jofre de Rocabertí y de Pacs I conde de Peralada, XXVII vizconde de Rocabertí y de su esposa Magdalena de Safortesa.

## Marqueses de Anglesola
|                        | Titular                                                 | Periodo                |
| Creación por Felipe IV | Creación por Felipe IV                                  | Creación por Felipe IV |
| ---------------------- | ------------------------------------------------------- | ---------------------- |
| I                      | Ramón Dalmau de Rocabertí y de Safortesa                | 1645-1663              |
| II                     | Francisco Dalmau de Rocabertí y de Safortesa            | 1663-1664              |
| III                    | Martín Onofre de Rocabertí y de Safortesa               | 1664-1671              |
| IV                     | Elisenda de Rocabertí y de Safortesa                    | 1671-1672              |
| V                      | Guillén Manuel de Rocafull-Puixmarín y Rocabertí        | 1672-1723/8            |
| VI                     | Juan Antonio de Boixadors Pacs y de Pinós               | 1723/8-1741/5          |
| VII                    | Bernat Antonio de Boixadors y Sureda de Sant Martí      | 1741/5-1755            |
| VIII                   | Fernando Felipe Basilio de Rocabertí-Boixadors y Chaves | 1755-1801/5            |
| IX                     | Juana de Rocabertí-Boixadors y Cotoner                  | 1801/5-1862            |
| X                      | Francisco Javier Rocabertí de Dameto y Boixadors        | 1864- ?                |
| XI                     | Pedro Cotoner y de Veri                                 | ? -1935                |
| XII                    | Nicolás Cotoner y de las Casas                          | 1935- ?                |
| XIII                   | José Cotoner y de las Casas                             | ? - ?                  |
| XIV                    | María de los Dolores Cotoner y Quirós                   | 1991-2000              |
| XV                     | María del Lluch de Sagarra y Cotoner                    | 2001-actual titular    |

## Historia de los Marqueses de Anglesola
- Ramón Dalmau de Rocabertí y de Safortesa (1621-1663), I marqués de Anglesola, II conde de Peralada, vizconde de Rocabertí.

Le sucedió su hermano:
- Francisco Dalmau de Rocabertí y de Safortesa (  ? -1664), II marqués de Anglesola, III conde de Peralada, vizconde de Rocabertí.

1. Casó con Teresa de Boixadors.
2. Casó con Ana de Lanuza. Del primer matrimonio tuvo a Magdalena de Rocabertí, que falleció sin descendientes.

Le sucedió su hermano:
- Martín Onofre de Rocabertí y de Safortesa (  ?  -1671), III marqués de Anglesola, IV conde de Peralada, vizconde de Rocabertí.

Le sucedió su hermana:
- Elisenda de Rocabertí y de Safortesa (  ?  -1672), IV marquesa de Anglesola, V condesa de Peralada, vizcondesa de Rocabertí.

1. Casó con Ramón de Rocafull-Puixmarín, II conde de Albatera.

Le sucedió su hijo:
- Guillén Manuel de Rocafull-Puixmarín y de Rocabertí (  ?  -1728), V marqués de Anglesola, VI conde de Peralada (con Grandeza de España) en 1704, III conde de Albatera, conde de Santa María de Formiguera, vizconde de Rocabertí.

1. Casó con María Antonia Jiménez de Urrea (también llamada María Antonia Fernández de Heredia) marquesa de la Vilueña. Sin descendientes.

Le sucedió el hijo de Esclaramunda de Rocabertí, hermana de Elisenda, que había casado con Juan de Boixadors IV conde de Zavellá, por tanto su primo carnal:
- Juan Antonio de Boixadors Pacs y de Pinós (1672-1745), VI marqués de Anglesola, VII conde de Peralada, V conde de Zavellá, vizconde de Rocabertí

1. Casó con Dionísia Sureda de Sant Martí.
2. Casó con Javiera von Berg.

Le sucedió, de su primer matrimonio, su hijo:
- Bernat Antonio de Boixadors y Sureda de Sant Martí (1700-1755), VII marqués de Anglesola, VIII conde de Peralada, vizconde de Rocabertí.

1. Casó con Cecilia  Faustina de Chaves.

Le sucedió su hijo:
- Fernando Felipe Basilio de Rocabertí-Boixadors y Chaves (1745-1805), VIII marqués de Anglesola, IX conde de Peralada, vizconde de Rocabertí.

1. Casó con Teresa de Palafox. Sin descendientes.

Le sucedió una biznieta del octavo conde de Peralada, prima hermana del noveno conde:
- Juana de Rocabertí-Boixadors y Cotoner (  ?  -1862), IX marquesa de Anglesola, X condesa de Peralada, vizcondesa de Rocabertí.

1. Casó con Antonio María Dameto y Crespí de Valldaura, X marqués de Bellpuig.

Le sucedió su hijo:
- Francisco Javier Rocabertí de Dameto y Boixadors, X marqués de Anglesola, XI marqués de Bellpuig, XI conde de Peralada.

Le sucedió:
- Pedro Cotoner y de Veri (1872-1935), XI marqués de Anglesola.

Le sucedió:
- Nicolás Cotoner y de las Casas (1907- ? ), XII marqués de Anglesola.

Le sucedió:
- José Cotoner y de las Casas (1905- ? ), XIII marqués de Anglesola.

Le sucedió:
- María de los Dolores Cotoner y Quirós, XIV marquesa de Anglesola.

Le sucedió:
- María del Lluch de Sagarra y Cotoner, XV marquesa de Anglesola.